# Servicio Territorial Auxiliar
El Servicio Territorial Auxiliar (en inglés: Auxiliary Territorial Service, abr. ATS) fue la rama femenina del Ejército Británico durante la Segunda Guerra Mundial. Se formó el 9 de septiembre de 1938, inicialmente como un servicio voluntario de mujeres, y existió hasta el 1 de febrero de 1949, cuando se fusionó con el Cuerpo Real de Mujeres del Ejército (Women's Royal Army Corps).

## Antecedentes
El ATS tenía sus raíces en el Cuerpo de Ejército Auxiliar de Mujeres (Women's Auxiliary Army Corps; WAAC), que se formó en 1917 como un servicio voluntario. Durante la Primera Guerra Mundial, sus miembros sirvieron en varios cometidos, incluidos oficinistas, cocineras, telefonistas y camareras. La WAAC se disolvió después de cuatro años en 1921. 
Antes de la Segunda Guerra Mundial, el gobierno decidió establecer un nuevo Cuerpo de mujeres, y se creó un consejo asesor, que incluía miembros del Ejército Territorial (Territorial Army; TA), una sección del Servicio de Transporte de Mujeres (FANY) y la Legión de Mujeres. El consejo decidió que la ATS estaría adscrita al Ejército Territorial y las mujeres en servicio recibirían dos tercios de la paga de los soldados varones. 
Todas las mujeres que ya servían en el ejército se unieron al ATS excepto las enfermeras, que se unieron al Servicio de Enfermería Militar Imperial de la Reina Alexandra (Queen Alexandra's Imperial Military Nursing Service;  QAIMNS), los oficiales médicos y dentistas, que fueron comisionados directamente en el Ejército y tenían rangos militares, y los restantes en el FANY, conocido como FANY libre. 

## En acción

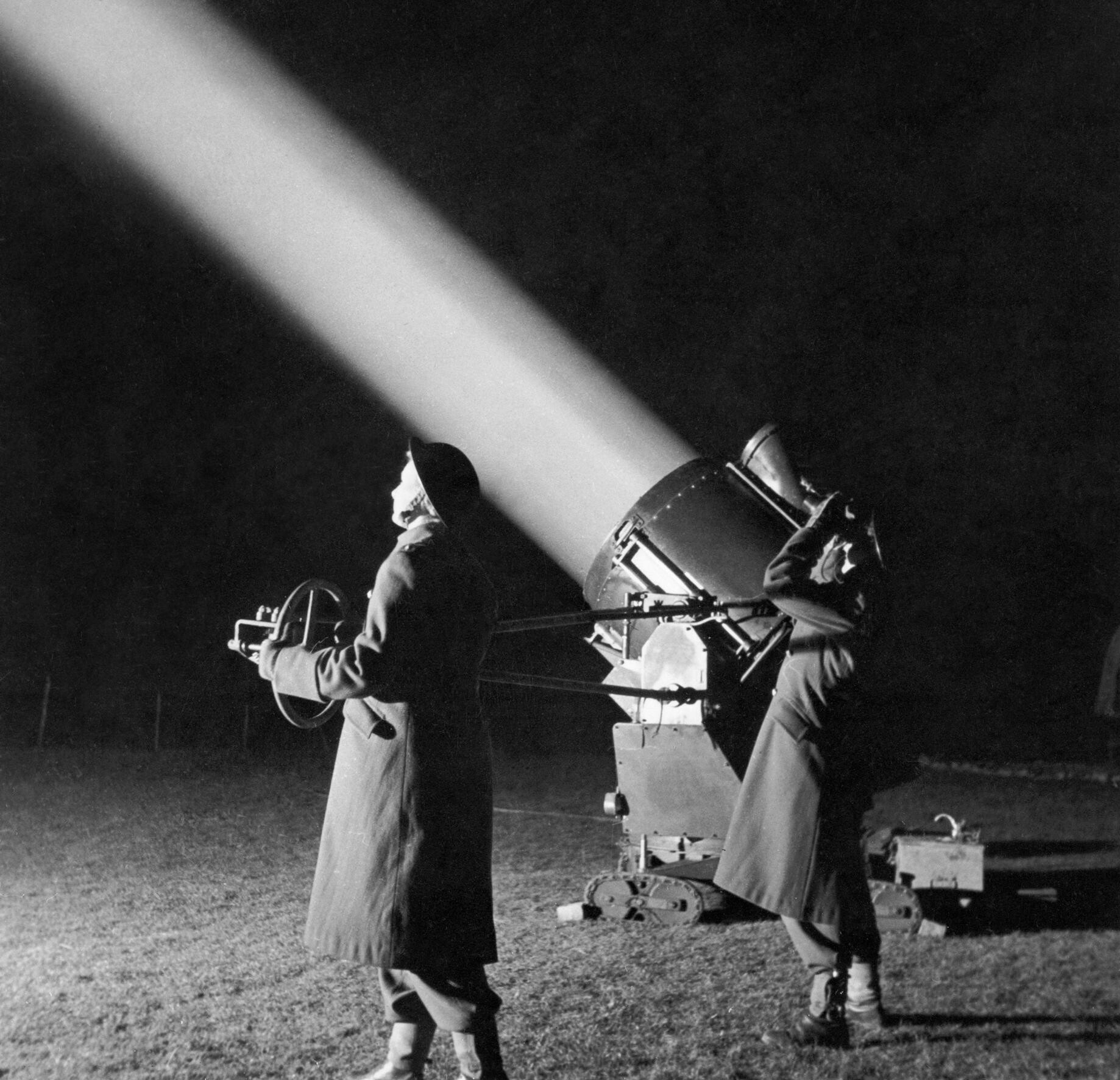
Dos miembros de una unidad de reflectores de la ATS

Las primeras reclutas de la ATS se emplearon como cocineras, oficinistas y tenderas. Al estallar la Segunda Guerra Mundial, 300 miembros del ATS fueron alojados en Francia. A medida que el ejército alemán avanzaba a través de Francia, la Fuerza Expedicionaria Británica se vio obligada a retroceder hacia el Canal de la Mancha. Esto llevó a la evacuación de las tropas de Dunkerque en mayo de 1940, y algunos telefonistas de ATS estuvieron entre los últimos miembros del personal británico en abandonar el país.
A medida que cada vez más hombres se unían al esfuerzo bélico, se decidió aumentar el tamaño de la ATS, con un número que llegó a 65.000 efectivos en septiembre de 1941. Se permitió la participación de mujeres de entre 17 y 43 años, aunque estas reglas se relajaron para permitir que veteranos del WAAC pudieran unirse hasta la edad de 50 años. Los deberes de los miembros también se ampliaron, de tal forma que asistentes de la ATS, trabajaban como conductores, trabajadores postales e inspectores de municiones.
Hubo algunos que se opusieron a la participación de las mujeres, diciendo que las mujeres acabarían combatiendo en el frente. Un escritor ridiculizó estas declaraciones antifeministas con un curioso poema escrito en forma de nana acerca del cambio de papeles «Duerme mi niña, o papá te zurrará. Mamá esta en Aldershot (Aldershot Garrison) conduciendo un tanque».
Durante el período de seis años que duró la guerra, se capacitó a alrededor de 500 miembros de la ATS para operar el cineteodolito, el número más alto fue entre 1943 y 1944, cuando 305 ATS estaban en servicio activo utilizando este equipo. Una aplicación de esta cámara especializada fue en la práctica de artillería, donde un par de cineteodolitos a una distancia conocida filmaron los estallidos de proyectiles de la artillería antiaérea contra drones remolcados por un avión. Al comparar la ubicación filmada de la detonación de los proyectiles y el objetivo, se podrían hacer cálculos precisos de su posición relativa que revelarían cualquier error sistemático en las miras.

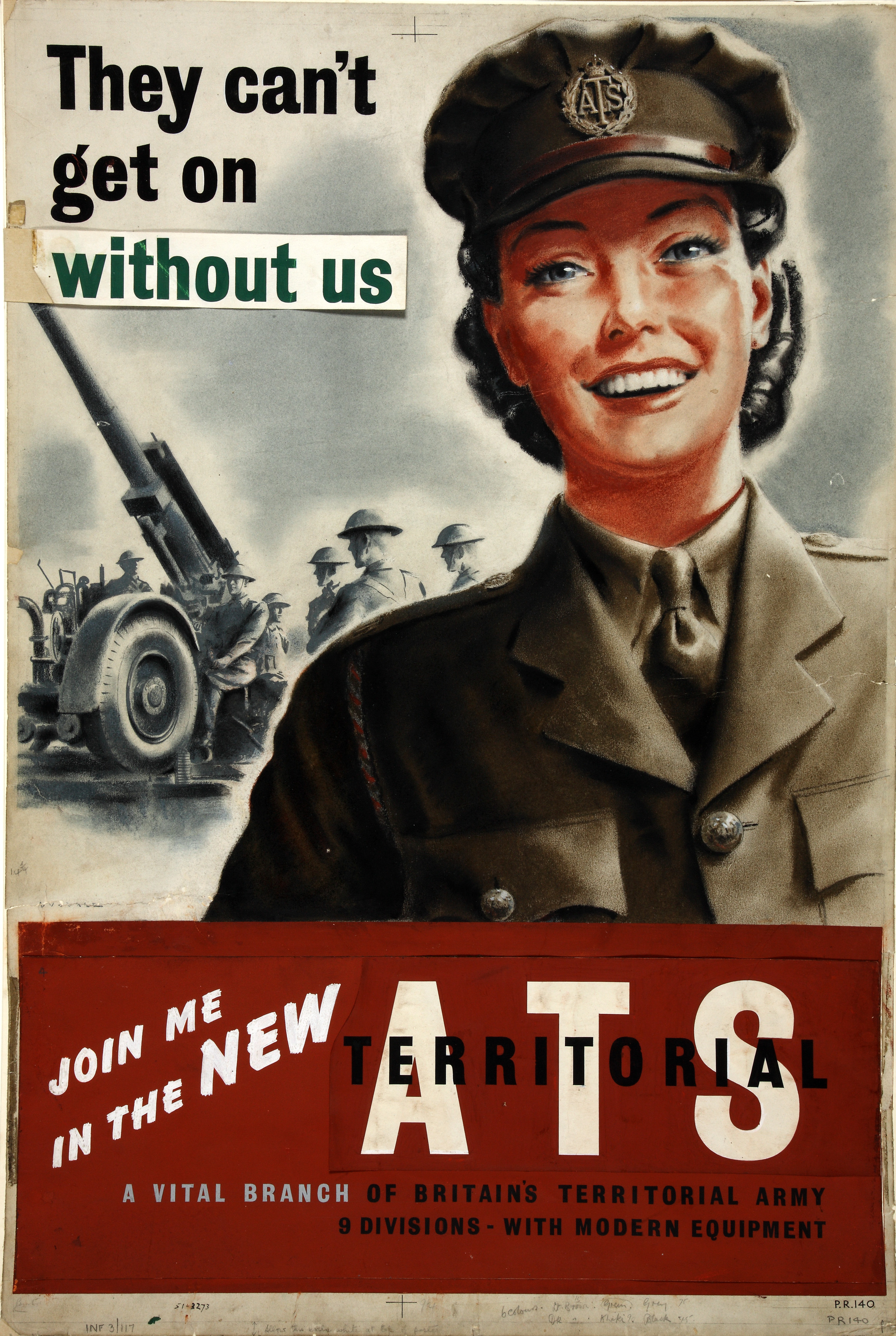
Cartel de reclutamiento de la ATS, con un cañón AA en segundo plano

## La Ley del Servicio Nacional
En diciembre de 1941, el Parlamento aprobó la Ley del Servicio Nacional (The National Service Act), que convocó a las mujeres solteras de entre 20 y 30 años a incorporarse a uno de los servicios auxiliares. Estos servicios eran el ATS, el Servicio Naval Real de Mujeres (Women's Royal Naval Service; WRNS), la Fuerza Aérea Auxiliar de Mujeres (Women's Auxiliary Air Force; WAAF) y el Servicio de Transporte de Mujeres (Women's Transport Service). Posteriormente también fueron convocadas las mujeres casadas, aunque quedaron exentas las mujeres embarazadas y las que tenían niños pequeños. Otras opciones bajo la Ley incluían unirse al Servicio Voluntario de Mujeres (Women's Voluntary Service; WVS), que complementaba los servicios de emergencia en el hogar, o al Ejército de Tierra de Mujeres (Women's Land Army), ayudando en las granjas.
La ley también preveía la objeción al servicio por motivos morales, ya que alrededor de un tercio de los que figuraban en la lista de objetores de conciencia eran mujeres. Varias mujeres fueron procesadas como resultado del hecho, algunas incluso encarceladas. A pesar de esto, en 1943, aproximadamente nueve de cada diez mujeres participaban activamente de una u otra forma en el esfuerzo bélico.
A las mujeres se les prohibió servir directamente en labores de combate, pero debido a la escasez de hombres, los miembros de la ATS, así como miembros de los otros servicios voluntarios de mujeres, asumieron muchas tareas de apoyo, como operadores de radar, formando parte de las tripulaciones de armas antiaéreas. y policía militar. Sin embargo, estos papeles no estuvieron exentos de peligros y, según el Museo Imperial de la Guerra, hubo 717 bajas durante la Segunda Guerra Mundial.
La primera batería antiaérea pesada 'mixta' (HAA) de la Royal Artillery (la batería HAA 435 (mixta)) se formó el 25 de junio de 1941 y se hizo cargo de un sitio operativo de armas en Richmond Park, al suroeste de Londres, en agosto. Fue el precursor de cientos de unidades similares con el ATS suministrando dos tercios del personal: en su apogeo en 1943, tres cuartas partes de las baterías HAA del Comando Antiaéreo eran mixtas. Varios regimientos antiaéreos pesados desplegados en el noroeste de Europa con el 21.° Grupo de Ejércitos en 1944-1945 eran regimientos «mixtos».

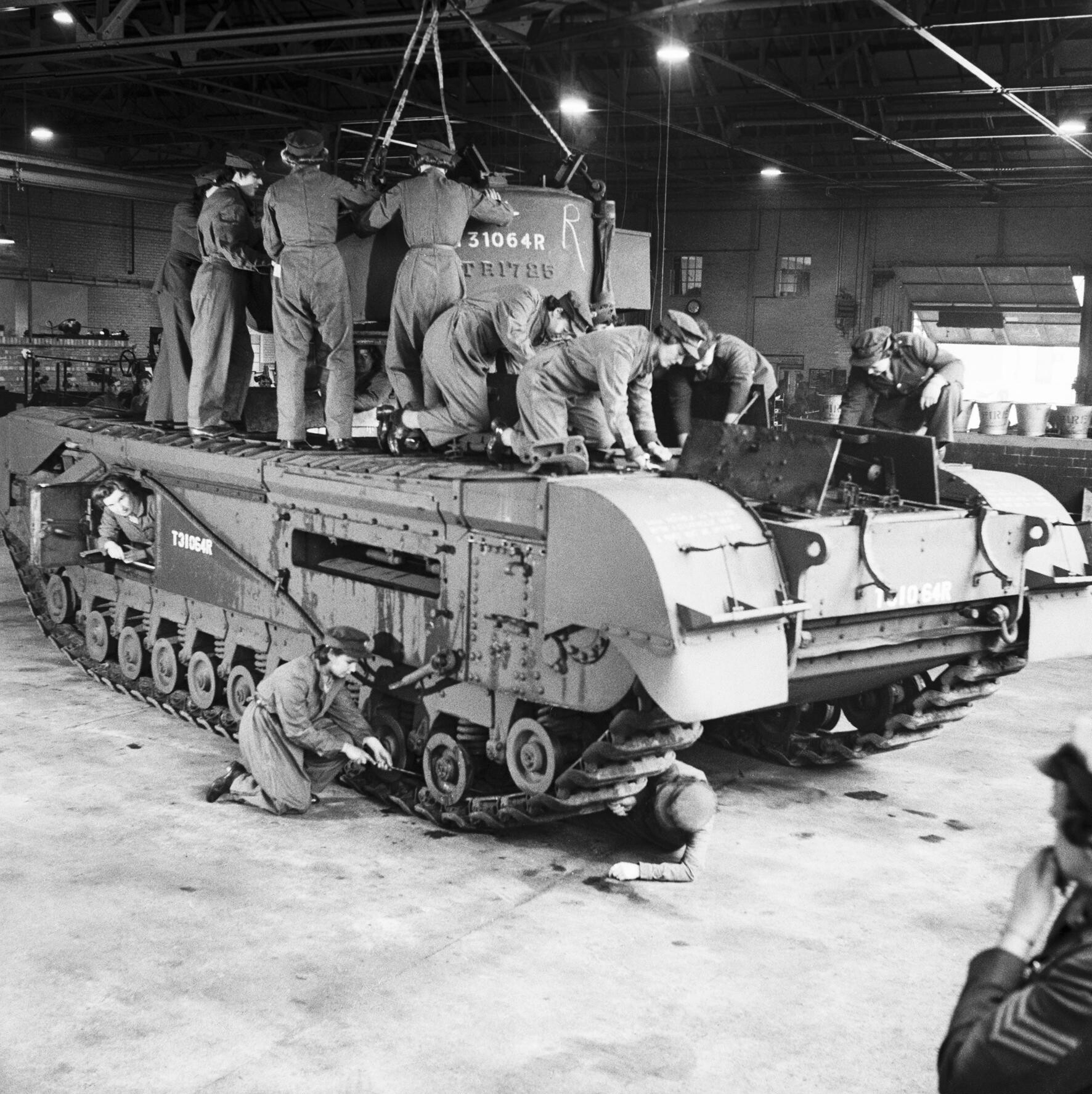
Mujeres de la ATS trabajando en un tanque Churchill en un depósito del Royal Army Ordnance Corps el 10 de octubre de 1942.

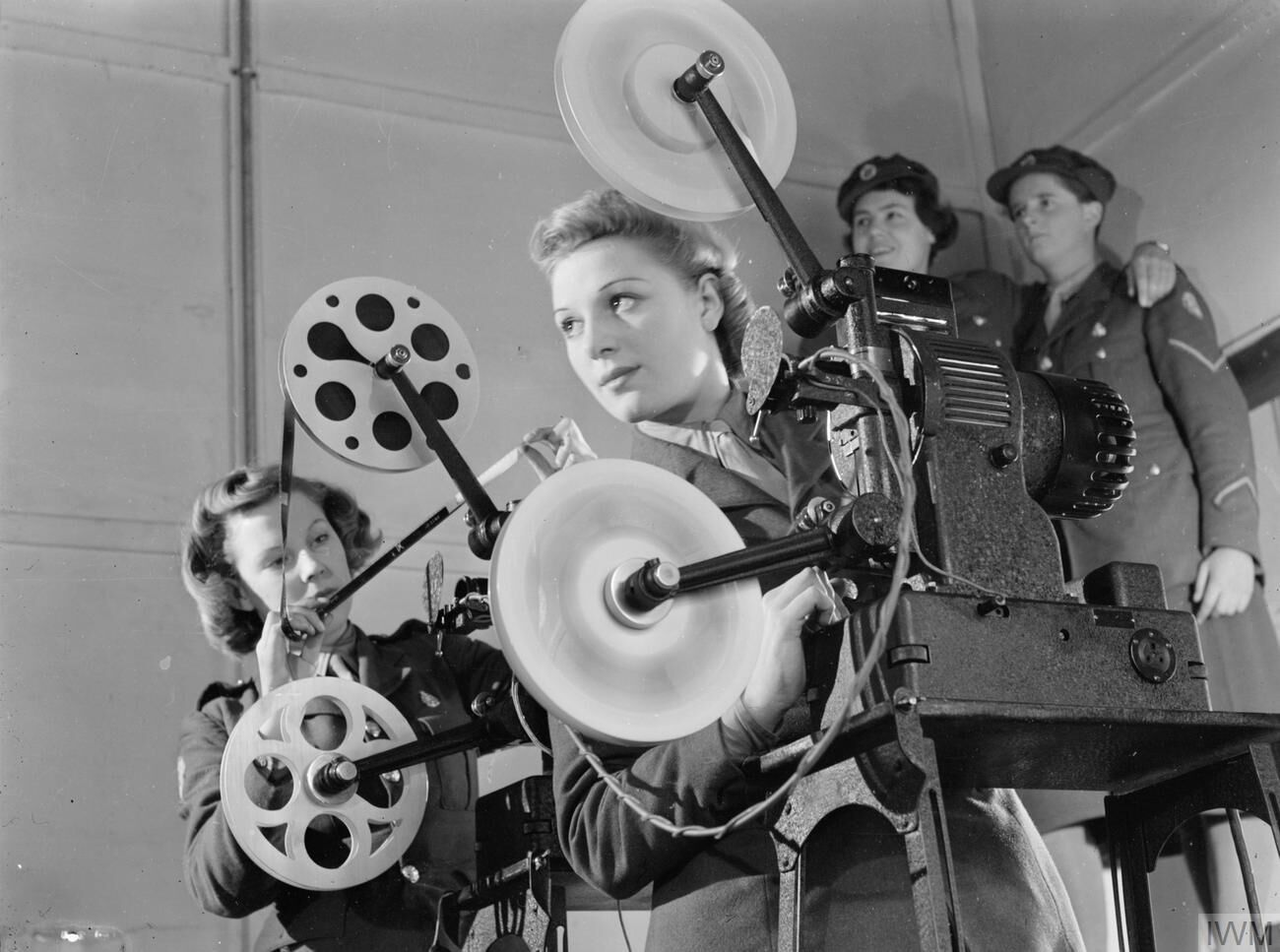
Dos proyeccionistas del Servicio Territorial Auxiliar operan un proyector en las tiendas del centro de entrenamiento de Aldershot, en 1941.

Una prueba secreta (el «Experimento de Newark» en abril de 1941) que demostró que las mujeres eran capaces de operar equipos pesados de reflectores y hacer frente a las condiciones en los sitios de reflectores a menudo muy difíciles, los miembros del ATS comenzaron a capacitarse en Rhyl para reemplazar al personal masculino en los regimientos de reflectores. Al principio, fueron empleados en el cuartel general de la Tropa de reflectores, pero en julio de 1942, el 26.° Regimiento de reflectores (Ingenieros eléctricos de Londres), de la Artillería Real, se convirtió en el primer regimiento «Mixto», con siete Tropas de mujeres de la ATS asignadas a él, formando la totalidad de la 301.º Batería y la mitad de la 339.º Batería. En octubre de ese mismo año, la 301.º Batería, compuesta únicamente por mujeres, se transfirió al nuevo 93.º Regimiento de reflectores (mixto), el último regimiento de reflectores formado durante la Segunda Guerra Mundial, que en agosto de 1943 comprendía alrededor de 1500 mujeres de un establecimiento de 1674. Muchos otros reflectores y siguieron regimientos antiaéreos en la Home Defense, liberando a hombres menores de 30 años de categoría médica A1 para que fueran transferidos a la infantería.
De manera similar, en 1943, la ATS representaba el 10 % del Real Cuerpo de Señales (Royal Corps of Signals), habiendo asumido la mayor parte de la oficina de señales y las funciones operativas en el War Office y en el Home Commands, y las compañías ATS fueron enviadas a trabajar en las líneas de comunicaciones de teatros activos en el extranjero. Para el Día de la Victoria en Europa y antes de la desmovilización de las fuerzas armadas británicas, había más de 190.000 miembros del Servicio Territorial Auxiliar de mujeres. Los miembros famosos de la ATS incluyeron a Mary Churchill, la hija menor del primer ministro, Winston Churchill, y la princesa (más tarde reina) Isabel, la hija mayor del rey, que se formó como conductora de camiones y mecánica.

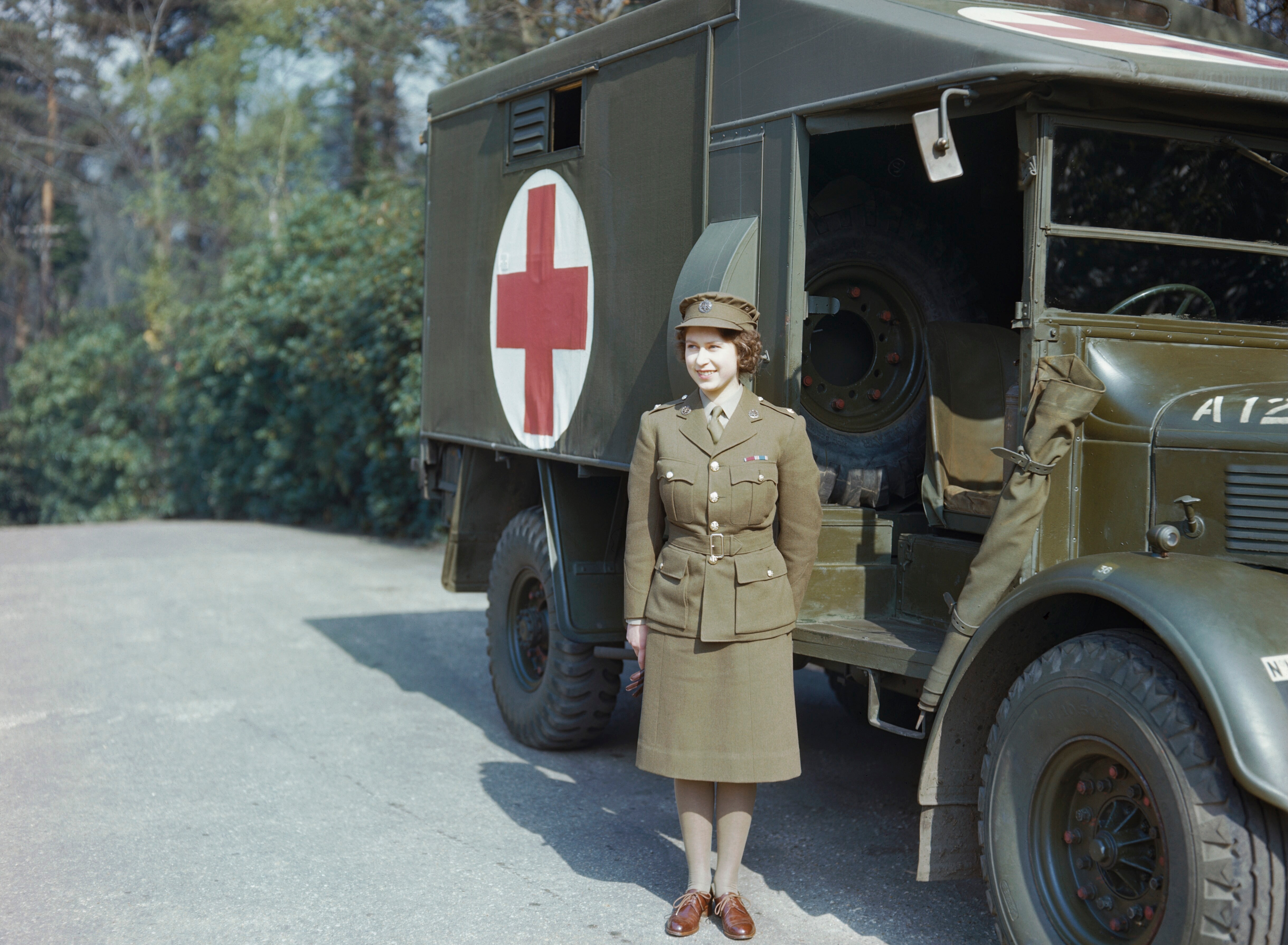
La entonces princesa Isabel, vestida con un uniforme de la ATS, en frente de una ambulancia del ejército

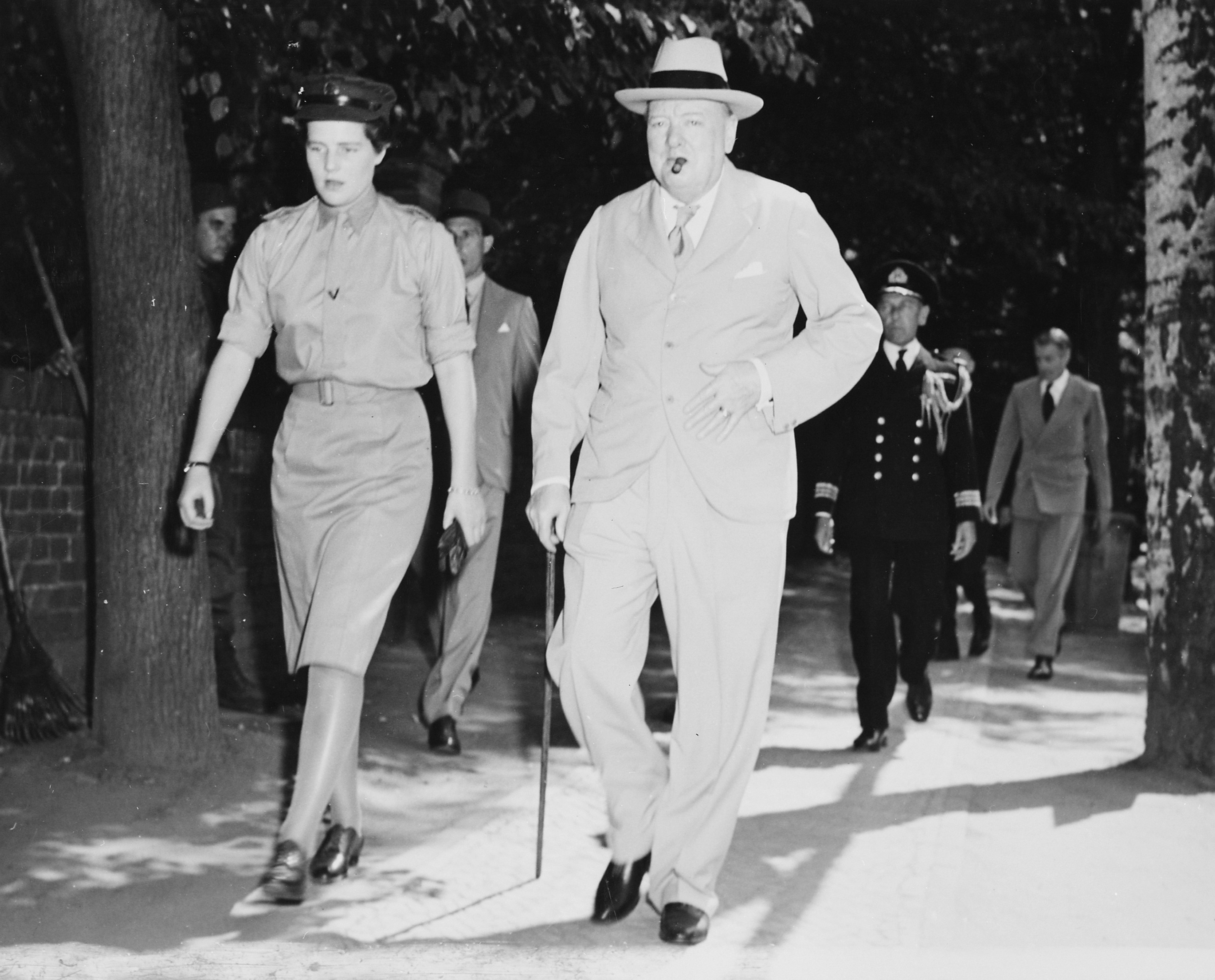
Mary Churchill, con uniforme de la ATS, acompañando a su padre, el primer ministro Winston Churchill

## Posguerra
Después del cese de las hostilidades, las mujeres continuaron sirviendo en la ATS, así como en la WRNS y la WAAF. Fue sucedido por el Real Cuerpol de Mujeres del Ejército (Women's Royal Army Corps; WRAC), que se formó el 1 de febrero de 1949 bajo la Orden del Ejército n.º 6.

## Rangos

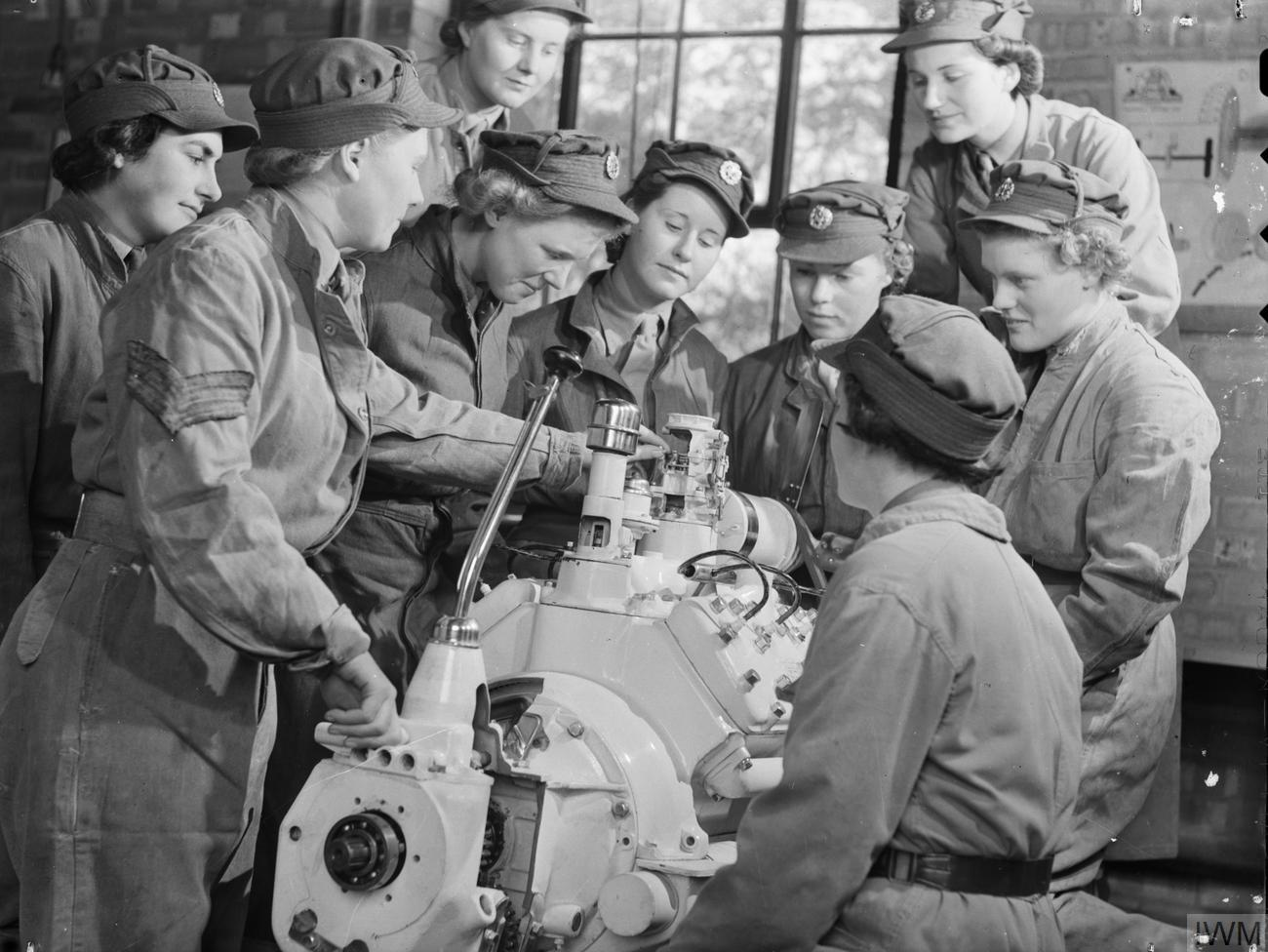
Un instructor explica las partes de un motor a varias alumnas de la ATS, 1941

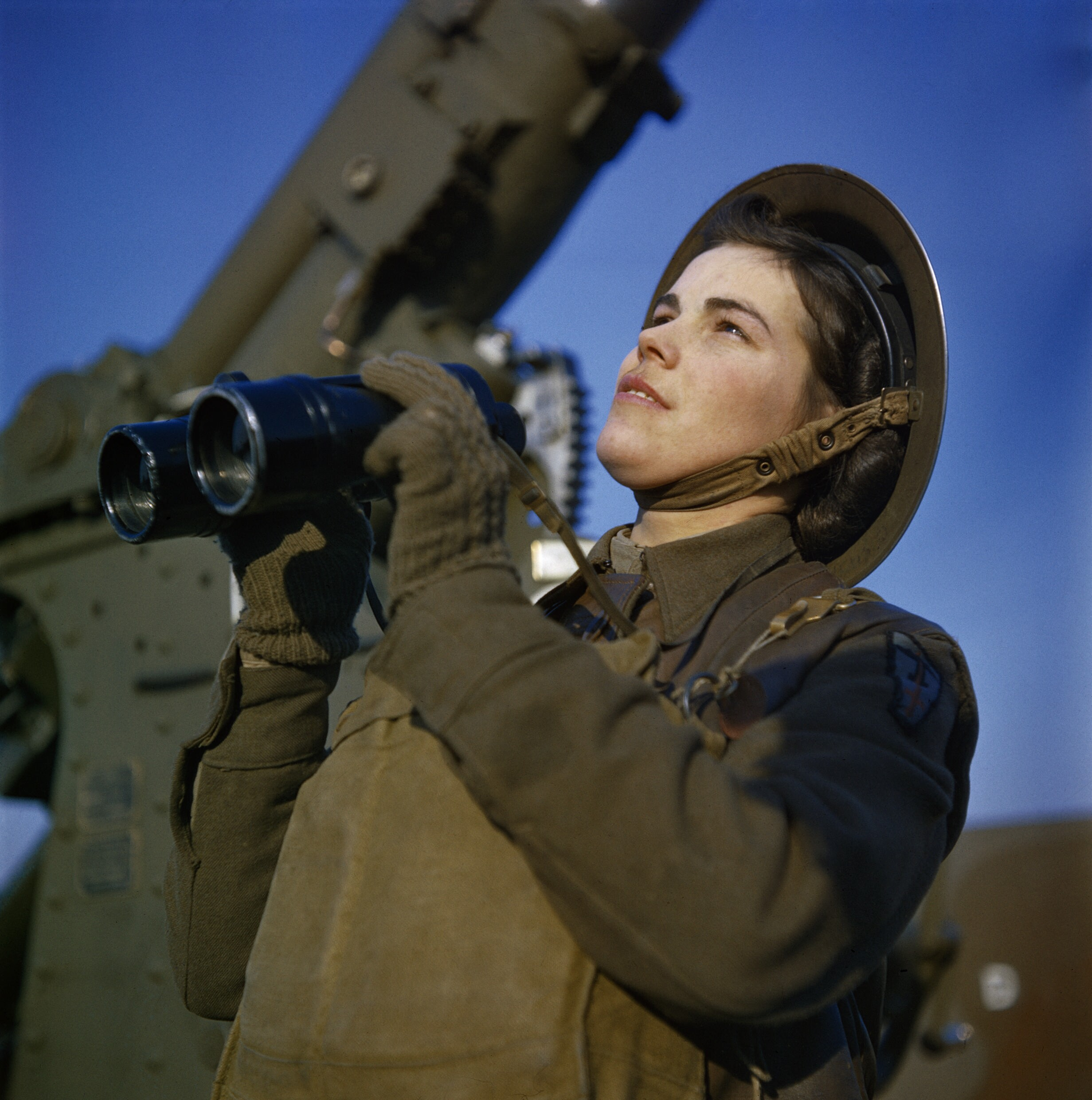
Una mujer del Servicio Territorial Auxiliar en combate antiaéreo, diciembre de 1942

Inicialmente, los rangos eran completamente diferentes a los del ejército, pero usaban las mismas insignias de rango, aunque la corona fue reemplazada por una corona de laurel. Los miembros debían saludar a sus propios oficiales superiores, pero no a los oficiales de otras organizaciones, aunque se consideraba cortés hacerlo.
El 9 de mayo de 1941, se reorganizó la estructura de rango de la ATS y, a partir de julio de 1941, la ATS recibió el estatus militar completo y sus miembros ya no eran voluntarios. Los otros rangos ahora tenían rangos casi idénticos a los del personal del ejército, pero los oficiales continuaron teniendo un sistema de rango separado, que se modificó un poco. Todos los uniformes e insignias de rango siguieron siendo los mismos, aunque las coronas reemplazaron a las coronas de laurel en las insignias de rango. Ahora se requería que los miembros saludaran a todos los oficiales superiores.
Las únicas titulares del rango de controladora principal fueron las tres primeras directoras, que fueron ascendidos al rango en el momento de su nombramiento, y la Princesa María, quien lo ocupó desde 1939 y fue nombrada controladar-comandante honoraria de la ATS en agosto de 1941.
Cuando se asignaron otros rangos a las baterías mixtas de la Royal Artillery del Comando Antiaéreo a partir de 1941, se les otorgaron los rangos de Artillería Real de artillero, bombardero de primera y bombardero (en lugar de soldado, soldado de primera y cabo), y usaban el cordón blanco trenzado de la RA en el hombro derecho y la insignia de cuello de 'granada' sobre el bolsillo izquierdo del pecho de su túnica de uniforme.
| Rangos de la ATS antes de junio de 1941 | Rangos de la ATS después de junio de 1941 | Rangos del ejército británico después de 1938 |
| --------------------------------------- | ----------------------------------------- | --------------------------------------------- |
| Volunteer                               | Private / Gunner *                        | Private / Gunner **                           |
| Chief Volunteer                         | Lance-Corporal / Lance-Bombardier *       | Lance-Corporal / Lance-Bombardier             |
| Sub-Leader                              | Corporal / Bombardier *                   | Corporal / Bombardier                         |
| Section Leader                          | Sergeant                                  | Sergeant                                      |
| n/a                                     | n/a                                       | Staff Sergeant / Colour Sergeant              |
| n/a                                     | n/a                                       | Warrant Officer Class III ***                 |
| Senior Leader                           | Warrant Officer Class II                  | Warrant Officer Class II                      |
| n/a                                     | Warrant Officer Class I                   | Warrant Officer Class I                       |
| Company Assistant                       | Second Subaltern                          | Second Lieutenant                             |
| Deputy Company Commander                | Subaltern                                 | Lieutenant                                    |
| Company Commander                       | Junior Commander                          | Captain                                       |
| Senior Commandant                       | Senior Commander                          | Major                                         |
| Chief Commandant                        | Chief Commander                           | Lieutenant-colonel                            |
| Controller                              | Controller                                | Colonel                                       |
| Senior Controller                       | Senior Controller                         | Brigadier                                     |
| Chief Controller                        | Chief Controller                          | Major-General                                 |
| n/a                                     | n/a                                       | Lieutenant-General                            |
| n/a                                     | n/a                                       | General                                       |
| n/a                                     | n/a                                       | Field Marshal                                 |

n/a = Rango no autorizado
* Se utiliza cuando se asigna a una batería AAC
** Varios nombres usados dependiendo de la unidad
*** No hay nuevos nombramientos después de 1940

## Lista de directoras de la ATS
- Chief Controller Dame Helen Gwynne-Vaughan (julio de 1939-julio de 1941)
- Chief Controller Jean Knox (julio de 1941-octubre de 1943)
- Chief Controller Dame Leslie Whateley (octubre de 1943-abril de 1946)
- Senior Controller Dame Mary Tyrwhitt (abril de 1946-enero de 1949)